# Eidolon (Band)
Eidolon ist eine kanadische Power-Metal-Band um die Brüder Shawn und Glen Drover. Sie wurde 1993 gegründet und ist seit 2007 auf unbestimmte Zeit nicht mehr aktiv.

## Geschichte
Eidolon wurde 1993 von Shawn und Glen Drover gegründet. Zunächst waren sie mit Brian Soulard am Gesang und Chris Bailey am Bass tätig. Die Band arbeitete im eigenen Studio der Gebrüder Drover. 1996 erschien das Debüt Zero Hour. Der Nachfolger Seven Spirits war ein Konzeptalbum. Die Band unterschrieb in der Folge bei Metal Blade Records
, wo sie drei weitere Alben veröffentlichte und bis 2004 unter Vertrag war. 2005 wurde Nils K. Rue (Pagan’s Mind) neuer Sänger. 2007 wurde die Band auf Eis gelegt, da die Drover-Brüder bei Megadeth einstiegen. 2010 sagte Shawn Drover, es gebe keine Pläne für ein weiteres Album mit der Band. Im Dezember 2015 machte die Band mal wieder durch ein kleines musikalisches Lebenszeichen auf sich aufmerksam. In der gleichen Besetzung, die anno 2006 das Album The Parallel Otherworld aufnahm, spielte Eidolon die Single Leave This World Behind ein, die ausschließlich im digitalen Format erschien.

## Diskografie

### Studioalben
- 1996: Zero Hour
- 1997: Seven Spirits
- 2000: Nightmare World
- 2001: Hallowed Apparition
- 2002: Coma Nation
- 2003: Apostles of Defiance
- 2006: The Parallel Otherworld

### Kompilationen
- 2003: Sacred Shrine

### Singles
- 2015: Leave This World Behind